# Consiglio dei ministri dell'Unione Sovietica
Il Consiglio dei ministri dell'URSS (in russo Совет министров СССР?, Sovet ministrov SSSR), abbreviato in Sovmin, fu l'organo superiore del potere esecutivo e amministrativo dell'URSS dal marzo 1946 al gennaio 1991.

## Storia
Il Sovmin fu istituito in sostituzione del Consiglio dei commissari del popolo nel 1946, tramite una Legge costituzionale del Soviet Supremo che riorganizzava il Governo centrale e quelli delle Repubbliche federate, trasformando tutti i Commissariati del popolo in Ministeri e i Commissari in Ministri.
Il Sovmin era composto da presidente, primi vicepresidenti e vicepresidenti, ministri e presidenti di Comitati statali e altri organismi, secondo quanto previsto dalla Costituzione.
Tale impostazione venne confermata dalla Costituzione del 1977, mentre nel dicembre 1990 il Consiglio dei ministri fu trasformato in Gabinetto dei ministri (Kabmin), che perse il ruolo di organo superiore non essendo più sottoposto direttamente al Soviet Supremo ma al neonato istituto del presidente dell'Unione Sovietica.